# Supercoppa di Croazia 2002
La Supercoppa di Croazia 2002 è stata la 4ª edizione di tale competizione. Si è disputata il 21 luglio 2002 allo Stadio Maksimir di Zagabria. La sfida ha visto contrapposti la NK Zagabria, campione di Croazia, e la Dinamo Zagabria, trionfatore nella Coppa di Croazia 2001-2002. La Dinamo Zagabria, grazie ad un punteggio di 3-2 maturato al golden gol, ha sollevato per la prima volta nella sua storia questo trofeo.

## Tabellino
| Arbitro: | Željko Širić (Osijek) |

|                                       |           |                         |
| Marić 1’ Zahora 41’ Petrović 92’ (gg) | Marcatori | 17’ Samardžić 30’ Krpan |